# Masasi
Masasi  este un oraș  în  partea de sud-est a Tanzaniei, în regiunea Mtwara. La recensământul din 2002 a înregistrat 34.034 locuitori.